# Acquaviva delle Fonti
Acquaviva delle Fonti is een gemeente in de Italiaanse provincie Bari (regio Apulië) en telt 21.579 inwoners (31-12-2004). De oppervlakte bedraagt 130 km², de bevolkingsdichtheid is 166 inwoners per km².
De volgende frazioni maken deel uit van de gemeente: Collone.

## Geografie
De gemeente ligt op ongeveer 300 meter boven zeeniveau.
Acquaviva delle Fonti grenst aan de volgende gemeenten: Adelfia, Casamassima, Cassano delle Murge, Gioia del Colle, Sammichele di Bari, Sannicandro di Bari, Santeramo in Colle.

## Geboren
- Mario Napolitano (1910-1995), schaker

## Impressie

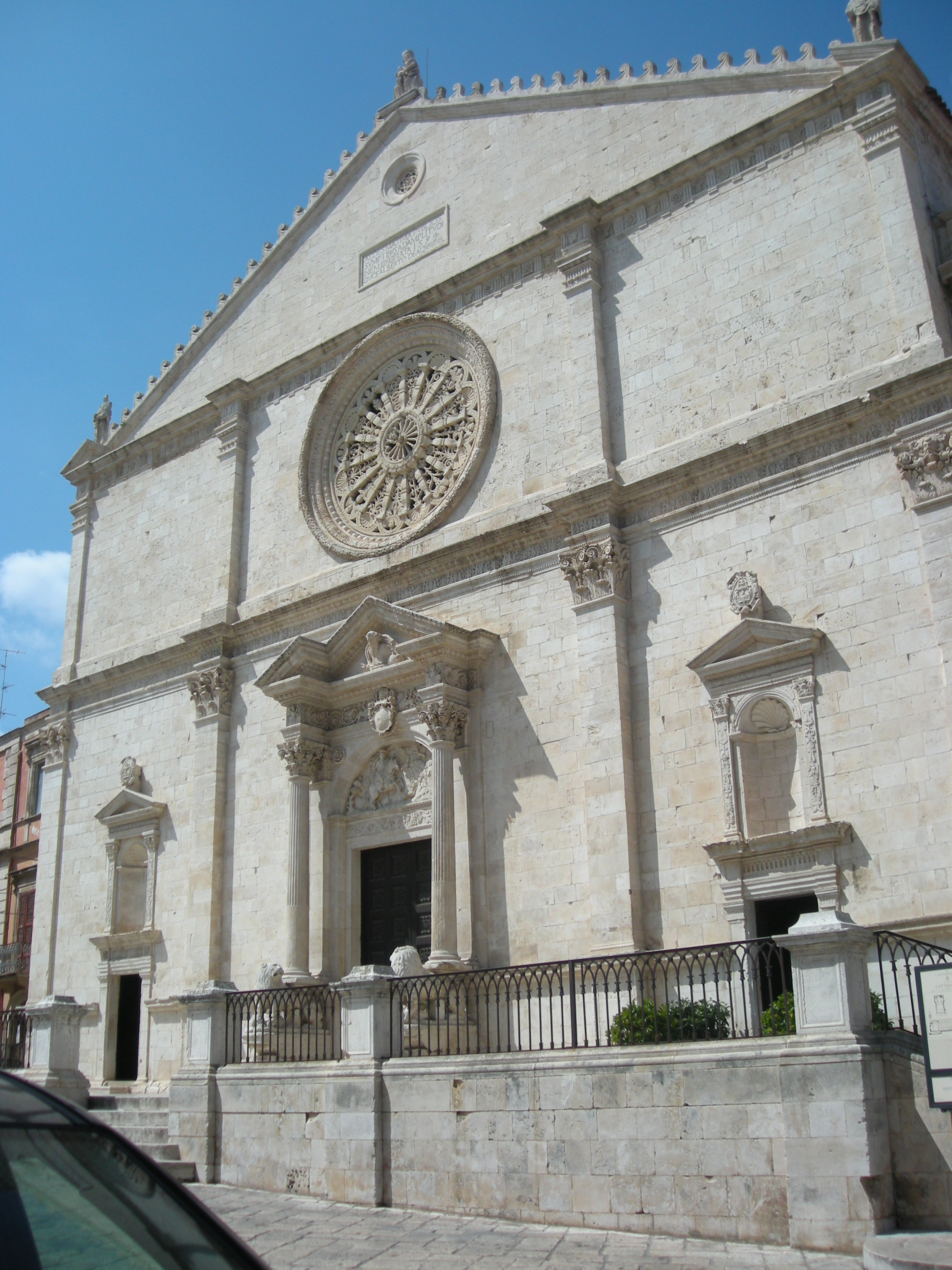
Kathedraal van Acquaviva delle Fonti
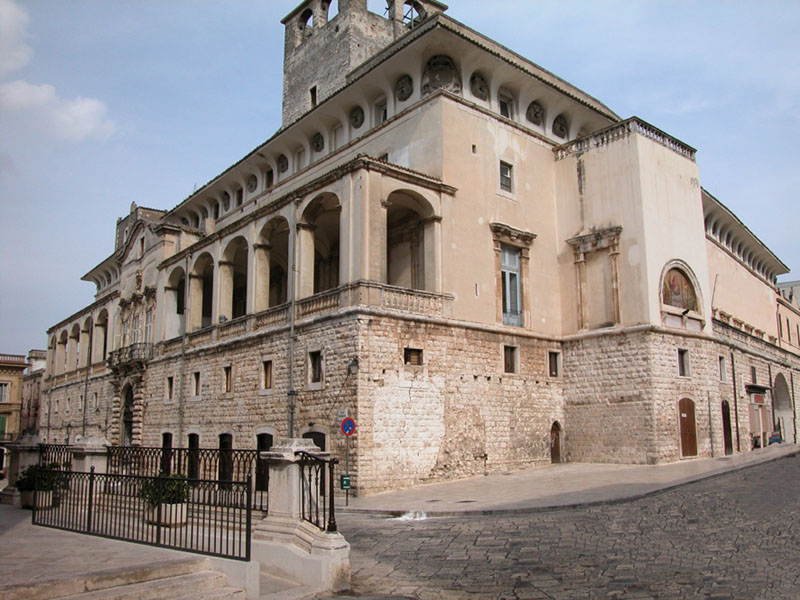
Kasteel De Mari